# Велика уставотворна народна скупштина у Београду
Велика уставотворна народна скупштина у Београду је било заседање скупштине у периоду од 10. децембра до 22. децембра 1888.
На овој скупштини је донесен Устав Србије из 1888. године.

## Велика уставотворна народна скупштина 1888.
14. октобра 1888. године изашла је прокламација краља Милана народу српском, којом краљ позива народ на слогу: „Нек у теби", каже се у тој прокламацији, „умукну сви гласови раздора; нек једнодушно сви мисле на опште добро — a први пример за то треба да даде Краљ, и он је срећан што може да га даде". Краљ сматра да партијска борба може довести само до нових жалосних призора, каквих је било исувише; искрена тежња партија за добром и напретком државе немоћна је да што постигне и остаће безуспешна докле год је на снази Устав из 1869. Ради тога Краљ, на основу свога владалачког права, наређује, да се 20. новембра изврше избори за Велику народну скупштину која треба да се састане у Београду 1. децембра 1888, да донесе нови Устав. Краљ јамчи пуну слободу избора и позива све партије да се сложе на изради новог Устава.
Сутрадан по овој прокламацији изашли су потребни укази којима се наређују избори за Велику народну скупштину и заказује дан њеног састанка. Сем тога краљ је, једним личним писмом упућеним председнику министарства Христићу, наименовао Уставотворни одбор од 83 лица који ће припремити нови нацрт Устава, коме је за потпредседнике одредио шефове странака Јована Ристића, Саву Грујића и Милутина Гарашанина, задржавши председништво тога одбора за себе лично. Влада је са своје стране предложила да се томе одбору дода још 12 лица која ће вршити секретарске послове, и краљ је тај предлог прихватио. У чланство одбора ушли су најглавнији представници свих странака, јер је нови Устав требало да буде зајсдничко дело свих странака.
Рад у Уставотворном одбору текао је брзо. Једна ужа комисија тога одбора, за четири дана рада, саставила је пројект Устава који је после тога претресан у пленарним седницама којима је председавао краљ Милан. 10. децембра пројект Устава у одбору био је дефинитивно редигован и усвојен. На свечаној седници одбора, када је извршено дефинитивно гласање по овоме пројекту, краљ Милан је од представника странака тражио да Велика народна скупштина прими тај нацрт Устава „од корице до корице" дакле без икаквих измена.
Међутим су у току рада одбора почеле изборне припреме у целој земљи: странке су учиниле све што су могле да се у Скупштини појаве са што већим бројем мандата. Избори су већ отпочели избором повереника по селима, али су том приликом органи управних власти вршили притисак на бираче, па је ради тога краљ Милан сматрао да те изборне радње треба поништити и продужити изборни рок. У споразуму са члановима Уставотворног одбора одлучено је да се извршени избори повереника пониште, a да се изврше нови избори повереника под надзором нарочитих комисија у којима ће бити представници свију странака. У вези с тим помакнут је и рок вршења избора за 4. децембар као и рок скупштинског састанка, па је одлучено да се Велика народна скупштина састане у Београду 11. децембра. Ове мере осигурале су заиста слободу избора: влада Николе Христића у њима није имала никаква удела.
Требало је да се изабере 628 народних посланика у целој земљи. Према извештају верификационог одбора, 593 народна посланика имала су потпуно уредна пуномоћја, тако да се Скупштина могла одмах конституисати и прећи на рад. Од изабраних народних посланика, преко пет стотина припадало је Народној радикалној странци, Либерална странка добила је преко стотину мандата, док Напредна странка није добила ни један мандат. Скупштинске седнице одржаване су у згради Народног позоришта. Пре почетка рада краљ је именовао петнаест својих повереника који је требало да пред Скупштином бране и образлажу пројект новога Устава, док је влада Николе Христића и даље остала у позадини. Краљеви повереници били су најважнији чланови самога Уставотворног одбора: Јован Ристић, Сава Грујић, Алимпије Васиљевић, Јован Авакумовић, Пера Велимировић, Гига Гершић, Јован Бели-Марковић, и други.
После прегледа пуномоћја Скупштина се сама конституисала. За председника изабран је Коста Таушановић, за потпредседника Риста Поповића, a за секретаре поп Марко Петровић, Аца Станојевић, Илија Стошић, Љуба Јоксимовић, Рајко Стојићевић, поп Коста Јовановић, Душан Валожић и Сава Илић. Све скупштинско часништво припадало је искључиво Народној радикалној странци.
18. децембра 1888. Велика народна скупштина отворена је читањем Краљева указа. Затим је изабран један одбор коме је стављено у дужност да проучи пројект Устава и поднесе извештај. Овај одбор свршио је рад за један дан и поднео извештај без икаквих измена. По томе је Скупштина прешла на претрес Устава у начелу и појединостима. При гласању за пројект Устава у целости за Устав је гласало 494 посланика, против Устава њих 73, a 3 посланика уздржала су се од гласања. Гласање је извршено 22. децембра 1888, a одмах затим нови Устав краљ је потписао на свечаној скупштинској седници и у присуству свих народних посланика. Том приликом краљ Милан је прочитао и своју Беседу, којом су седнице ове Велике народне скупштине закључене.
Устав из 1888, ма да дело компромиса свих постојећих политичких странака у Србији, углавном је ипак дело Народне радикалне странке, која је налазила да су њиме у довољној мери осигуране главне тачке радикалног програма.

## Одредбе устава из 1888. године о народној скупштини
У поглављу V, које говори о Народној скупштини, Устав из 1888. садржи ове најважније одредбе:
- (чл. 76) Народно је представништво Народна скупштина, која може бити Обична или Велика.
- (чл. 77) Народну скупштину сачињавају посланици које народ слободно бира по одредбама Устава.
- (чл. 78) Избори народних посланика су непосредни, a гласање се врши тајно, куглицама.
- (чл. 79) Сваки округ бира онолико посланика колико отпада на њега по броју пореских глава. По један народни посланик долази на сваких 4.500 пореских глава. Ако вишак пореских глава у једном округу прелази 3.000, бираће се у њему још један посланик.
- (чл. 80) Колико у коме округу има пореских глава и колико ће се бирати посланика за сваке понаособ изборе одредиће један нарочити одбор састављен од председника Државног савета, председника и оба потпредседника Народне скупштине, и председника Касационог суда.
- (чл. 81) Варош Београд бира четири посланика, Ниш и Крагујевац по два, друге окружне вароши које се поименично наводе по једног.
- (чл. 83) Сваки народни посланик представља цео народ a не само оне који су га изабрали.
- (чл. 84) Бирачи не могу давати нити народни посланици примати заповедна и обавезна упутства.
- (чл. 85) Бирачко право има сваки рођени или прирођени Србин који је навршио двадесет и једну годину и који плаћа најмање петнаест динара непосредне порезе годишње. Задругари, који су навршили 21 годину, имају право бирања ма колику непосредну порезу плаћали. Ко хоће да употреби своје бирачко право, мора претходно узети бирачку карту, коју је надлежна власт дужна издати свакоме ко докаже признаницом или протоколом у који се заводи плаћање порезе да је у прошлом или текућем полгођу платио порезу која даје право бирања.
- (чл. 86) Бирач има право да бира само на једном месту, и то у ономе изборном округу у коме је као бирач уписан.
- (чл. 87) Официри и војници под заставом не могу гласати.
- (Чл. 88) Привремено губе гласачко право:
  - 1) они који су осуђени на робију док се не поврате у права;
  - 2) који су за преступе осуђени на губитак грађанске части, за време те казне; који су у затвору или притвору за злочинства или преступе поменуте у горњим тачкама; који су судском пресудом осуђени што су злоупотребом власти, претњом, поклоном, или обећањем поклона радили за себе или за другога, да буде изабран за народног посланика, и они који су осуђени за продају свога гласа. Губитак траје докле гласи судска пресуда. Сем тога бирачко право губе они који су под стециштем, под старатељством, они који су ступили у службу које стране силе и они који су као присталице непризнатих вера осуђени за невршење грађанских дужности, за време док судска пресуда траје.
- (чл, 89) Сви бирачи једног округа састављају једно изборно тело, и гласају не за поједине кандидате, него за целу кандидатску листу. Истим начином бирају и оне вароши у којима се бира више од једног посланика.
- (чл. 90) У окрузима ће се гласање вршити на више места, према одредбама изборног закона. Вароши ће такође према потреби бити подељене на више места за гласање.
- (чл. 91) На сваком месту где се врши гласање биће образован бирачки одбор, састављен од једног општинског одборника, кога општина изабере, од по једног представника сваке бирачке листе и једног судије, среског чиновника или правника.
- (чл. 92) У сваком главном окружном месту као и у вароши која бира више од једног посланика, образоваће се главни бирачки одбор који прикупља све гласове, пребројава их, проглашује резултат избора и даје посланичка пуномоћства. Томе ће одбору председавати један од чланова Државног савета или Касационог суда, одређен коцком, a његови су чланови један члан сталног Окружног одбора, председник месног општинског одбора, један члан Апслационог суда или председник Првостепеног суда, и по два представника сваке бирачке листе.
- (чл. 93) У сваком округу 100 бирача, a у свакој вароши која бира више од једног посланика 50 бирача, има право да саставља бирачке листе. На свакој листи мораће да буде записано толико имена колико посланика бира дотични округ или варош. Листа носи име онога кандидата који је на њој први записан, и она ће имати своју кутију на сваком месту где се врши гласање. Целокупан број бирача који су гласали, подељен бројем посланика које има да изабере дотично изборно тело, даће количник гласова према коме се свакој листи досуђује сразмеран број посланичких места. Свака листа добиће толико посланичких места колико се пута количник садржи у гласовима које је она добила. У свакој листи количник ће се придавати најпре кандидату на челу листе, a затим осталим кандидатима, по реду, којим су назначени док се не исцрпе број њених гласова. Ако посланичких места буде за која ни једна листа није добила број гласова раван количнику, придаваће се по један посланик оним листама које имају број количнику најближи, док се не добије одређени број посланика за дотично изборно тело. У случају да је тај број једнак на више листа, решиће коцка којој се листи има дати посланичко место.
- (чл. 94) У варошима где се бира један посланик, као и у општинама којима чл. 82 даје изборно право, изабран је онај кандидат који је добио апсолутну већину гласова. Ако нико није добио апсолутну већину гласова, извршиће се нов избор. На овоме избору довољна је релативна већина гласова, a у случају равне поделе решиће коцка. Бирачки одбор који издаје посланичка пуномоћства биће састављен од једнога судије месног или најближег Првостепеног суда, одређеног коцком, председника Општинског суда и по једног представника сваког кандидата.
- (чл. 95) Ко нема права бирања не може бити ни изабран за посланика.
- (чл. 96) За посланика у Народној скупштини може бити изабран само онај који, сем услова потребних за право бирања, испуњава још и ове услове:
  - 1) да је Србин по рођењу или да је, ако је прирођен, настањен пет година у Србији;
  - 2) да ужива сва грађанска и политичка права;
  - 3) да живи стално у Србији, изузимајући оне који се стално баве на страни по државном послу;
  - 4) да је навршио 30 година;
  - 5) да плаћа држави најмање 30 динара непосредне порезе за годину.
- (чл. 97) Полицијски чиновници не могу бити бирани за народне посланике.
- (чл. 98) Народни посланици који не би били чиновници, па би се за време трајања свога посланичког мандата примили државне службе, самим тим престају бити посланици, али они могу поново бити изабрани за народне посланике према чл. 99. Ова се одредба не односи на министре, који остају и без новог избора народни посланици.
- (чл. 99) Чиновници и сви који се иначе налазе у државној служби, ако би били изабрани за народне посланике и тога се мандата приме, губе свој положај, али задржавају своје чиновничке положаје заједно са посланичким мандатом ови чиновници:
  - 1) министри у служби и на расположењу;
  - 2) чланови Државног савета;
  - 3) изванредни опуномоћени министри акредитовани код страних дворова; дипломатски агенти и генерални консули;
  - 4) председници и чланови виших и првостепених судова;
  - 5) профссори Велике школе, стручних и средњих школа;
  - 6) инжињери и лекари у државној служби; пенсионери и чиновници на расположењу.
- (чл. 100) Међу посланицима сваког округа морају бити по два лица који поред осталих уставних слова, општих за све посланике, испуњавају још и овај нарочити услов: да су свршили који факултет у земљи или на страни, или коју вишу стручну школу која је у рангу факултета. Сматраће се да имају тај услов и ако нису свршили ни факултет ни стручну школу сви они:
  - а) који су били председници или потпредседници Народне скупштине;
  - б) министри и дипломатски агенти и они који су то били;
  - в) председник, потпредседник Државног савета и они који су то били;
  - г) генерали и пуковници у пензији.
  - Ова два посланика бирају окрузи истога дана и истим начином као и остале посланике, али одвојено од њих.
- (чл. 101) За обичну Народну скупштину посланици изабрани општим избором бирају се на три године. За сваку трогодишњу скупштинску периоду избори се врше на Крстовдан, 14. септембра. Ако се општи избори врше после распуштања скупштинског трогодишњег периода, Скупштина ће се рачунати од идућег месеца септембра. Пре почетка тога периода Скупштина се може сазвати у ванредан сазив. Посланици изабрани накнадним изборима добијају своја пуномоћства до краја скупштинског периода у коме су бирани. Накнадни се избори морају извршити најдаље за месец дана откако је дотично посланичко место упражњено.
- (чл. 102) Скупштина се сазива редовно у престоницу, за 1. новембар сваке године. Само у случају неодољиве потребе може се Скупштина држати ван престонице, a влада је дужна да то оправда пред самом том Скупштином, сазваном ван престонице. Сваки редован сазив Народне скупштине траје најмање шест недеља.
- (чл. 103) краљ може сазвати Скупштину и у ванредни сазив.
- (чл. 104) Скупштина прегледа сама пуномоћства својих чланова и изриче свој суд о њиховој вредности, као и о споровима који би се што се њих тиче појавили. Нико не може спречити изабраног посланика коме је бирачки одбор издао пуномоћство да уђе у Скупштину. Једино Скупштина има да решава да ли је избор правилан или не.
- (чл. 105) На првом своме састанку држаном под председништвом свога по годинама најстаријег члана, Скупштина ће се коцком поделити у одсеке (секције). Одсеци ће изабрати по једног члана у одбор за преглед пуномоћства.
- (чл. 106) Скупштина бира себи за сваки сазив председника, два потпредседника и секретаре.
- (чл. 107) Сви посланици полажу, пошто им буду оверена пуномоћства и Скупштина их прими за чланове, одређену заклетву.
- (чл. 108) На Престону беседу којом краљ отвара скупштинске седнице, Скупштина одговара Адресом.
- (чл. 109) Седнице Скупштине су јавне, али се могу претворити у тајне, када то захтева председник Скупштине, влада или десет посланика. Ако су тајност захтевали председник Скупштине или десет посланика, Скупштина може узети у решавање да ли седница да остане тајна или не.
- (чл. 110) Скупштина може решавати само ако у њезиној седници има више од половине целокупног Уставом одређеног броја посланика. За пуноважан закључак потребна је већина гласова присутних чланова. У случају равне поделе гласова предлог који је био предмет гласања одбачен је.
- (чл. 111) Гласање у Скупштини бива: гласно поименце, седењем и устајањем или тајно. Гласно, поименично, гласа се кад год се гласа о целокупном закону и у свима случајима када влада или 20 посланика затраже такво гласање. Избори скупштинских часника врше се тајним гласањем. Глас се може дати само лично.
- (чл. 112) Законске предлоге, изузев буџета, и оне једногодишње финансијске законе који су с њим у вези, не може Скупштина узети у претрес док их најпре не проучи Државни савет и не поднесе о њима Скупштини своје мишљење.
- (чл. 113) Сваки законски предлог, рачунајући ту и буџет, мора се пре него што га Скупштина буде узела у претрес и о њему решавала, упутити нарочитом одбору скупштинском на проучавање. Овај одбор дужан је поднети Скупштини извештај.
- (чл. 114) За сваки законски предлог напосе бираће се одбор по отсецима скупштинским. Буџет ће се сав проучавати у једном одбору.
- (чл. 115) Ни један предлог закона не може бити усвојен у целости, ако пре тога сваки члан његов није усвојен посебице.
- (чл. 116) О сваком законском предлогу мора се гласати два пута у истоме сазиву скупштинском пре него што се он коначно усвоји. Између првог и другог гласања мора проћи најмање пет дана.
- (чл. 117) Никакав закон не може се издати, укинути, изменити или протумачити без пристанка Народне скупштине. Наредбе за извршење закона и наредбе које потичу од надзорне и извршне власти Краљеве, издаје извршна власт, али се у свакој наредби мора именовати закон на основу кога се издају. Никакав закон нити каква наредба државне, окружне или општинске власти немају обавезну силу ако нису обнародоване начином који је закон одредио. У обнародовању закона мора се казати да је на њега пристала Народна скупштина.
- (чл. 118) Закони и законите наредбе које су законитим начином обнародоване имају обавезну силу за све грађане и власти земаљске. Осим саме Народне скупштине нико нема право решавати да ли је при каквом закону који је надлежно обнародован и Народна скупштина са своје стране суделовала начином како то овај Устав прописује.
- (чл. 119) Без одобрења Скупштине не може се никаква пореза нити општи државни прирез установити. Без пристанка Скупштине не може се држава задужити. Влада је дужна да Скупштини поднесе Главном контролом оверен и тачан извештај да ли су финансијски уговори закључени и извршени у смислу закона.
- (чл. 120) Влада може повући натраг законски предлог који је Скупштини поднела док још Скупштина није о њему коначно решила.
- (чл. 121) Кад Скупштина какав законски предлог сасвим одбаци, он јој се више не може подносити за време истог сазива.
- (чл. 122) Скупштина има право истраге у изборима и чисто административним питањима. Сваки посланик има право управљати министрима питања и интерпелације. Министри су дужни дати на њих одговор у току истог сазива.
- (чл. 124) Сваки има право управљати Скупштини молбе и жалбе, преко њезиног посланика. Скупштина има право достављати министрима молбе и жалбе које су на њу управљене, a ови су дужни давати обавештења о њиховој садржини, кад год Скупштина то тражи. У Скупштини имају право да говоре само њени чланови, министри и владини повереници. Скупштина не може примати депутације ни појединце, нити допустити да у њеној средини говори ко други сем горе поменутих лица. Нико и никад не може узети посланика на одговорност за глас који је дао као члан Народне скупштине. За свој говор у Скупштини посланици не одговарају никоме другом сем самој Скупштини која их може казнити на предлог председника Скупштине дисциплинским казнама које су одређене законом о пословном реду у Народној скупштини.
- (чл. 125) Без овлашћења Скупштине посланици се не могу узимати на одговор нити ставити у притвор за какву кривицу или за дугове од дана избора за све време трајања посланичког мандата, сем случаја када се ухвате на самом делу, али и у том случају Скупштина се, ако је на окупу, о томе извештава, и она даје или одриче овлашћења да се истрага продужи за време сазива.
- (чл. 126) Скупштини припада искључиво право да у својој средини одржава ред преко свога председника. Никаква оружана сила не може се поставити у згради Народне скупштине, нити у њеном дворишту. Нико оружан не сме ући у зграду Народне скупштине, сем лица која по пропису оружје носе, a у Скупштину по скупштинском послу долазе.
- (чл. 127) Скупштина стоји у непосредном односу само са министрима.
- (чл. 128) Чланови Скупштине добивају из државне касе путни трошак и дневницу за време вршења посланичке дужности. Количика ове дневнице одређује се нарочитим законом.
- (чл. 129) Ближи прописи о пословном реду у Скупштини одредиће се нарочитим законом.
- (чл. 130) За Велику народну скупштину бира се два пута онолико посланика колико за обичну Народну скупштину. За Велику народну скупштину не вреди чл. 100 овога Устава.
- (чл. 131) Велика народна скупштина сазива се кад је потребно:
  - 1) да се реши о престолу (чл. 75);
  - 2) да се изаберу краљевски намесници (чл. 63);
  - 3) да се решава о изменама Устава (чл. 111);
  - 4) да се решава о смањивању или размени кога дела државне области (чл. 4);
  - 5) кад краљ нађе за потребно да саслуша Велику народну скупштину (чл. 131).

У осталим одељцима Устава из 1888 на Народну скупштину односе се још ове уставне одредбе:
- (чл. 33) Законодавну власт врше краљ и Народно представништво заједнички;
- (чл. 54) краљ сазива, закључује или одлаже Скупштину указом, Престоном Беседом, лично или преко мистарског савета. Престону Беседу или посланицу потписују сви министри. Краљ има право да скупштинске седнице одложи најдаље за два месеца, и то се не може поновити у истом сазиву без пристанка саме Скупштине. Краљ има право да распусти Скупштину, али акт о распуштању мора садржати и наредбу за нове изборе у најдужем року од два месеца и рок за сазив Скупштине, највише за три месеца од дана распуштања Скупштине. Указ о распуштању Скупштине премапотписују сви министри;
- (чл. 59) Примајући краљевску власт, краљ полаже заклетву пред Народном скупштином.